# 닥터 모로의 DNA (1977년 영화)
닥터 모로의 DNA(The Island Of Dr. Moreau)는 미국에서 제작된 돈 테일러 감독의 1977년 영화이다. H. G. 웰스의 동명의 소설을 바탕으로 제작되었다. 버트 랭카스터 등이 주연으로 출연하였고 사무엘 Z. 아코프 등이 제작에 참여하였다.

## 출연

### 주연
- 버트 랭카스터
- 마이클 요크
- 바바라 카레라

### 조연
- 데이빗 S. 카스 시니어
- 닉 그라뱃
- 나이젤 대번포트
- 리차드 베이스하트
- 존 길리스피

## 제작진
- 특수효과: 존 챔버스
- 의상: 엠마 포테스